# Cascadas de Amaila
Cascadas de Amaila se encuentran en el río Kuribrong (Región de Potaro-Siparuni), un afluente del río Potaro en el centro oeste de Guyana (Centro de la Guayana Esequiba).
El río desciende desde una cordillera y cae verticalmente a unos 200 pies, y continúa en una serie de rápidos y caídas de casi dos kilómetros antes de llegar a aguas tranquilas a una altura de 175 pies. La caída total es de unos 1200 pies. Durante su curso las cataratas cambian la dirección de este a norte.
En 2011 se inicia el desarrollo para la creación de una represa para generar electricidad para la red nacional y existen operaciones mineras de gran tamaño, con capacidad de expansión futura para alimentar los grandes proyectos de crecimiento industrial en Guyana. El proyecto tiene el potencial para producir 100 MW, suficiente para suministrar energía a los usuarios existentes en el país.